# Avenida Otávio Rocha

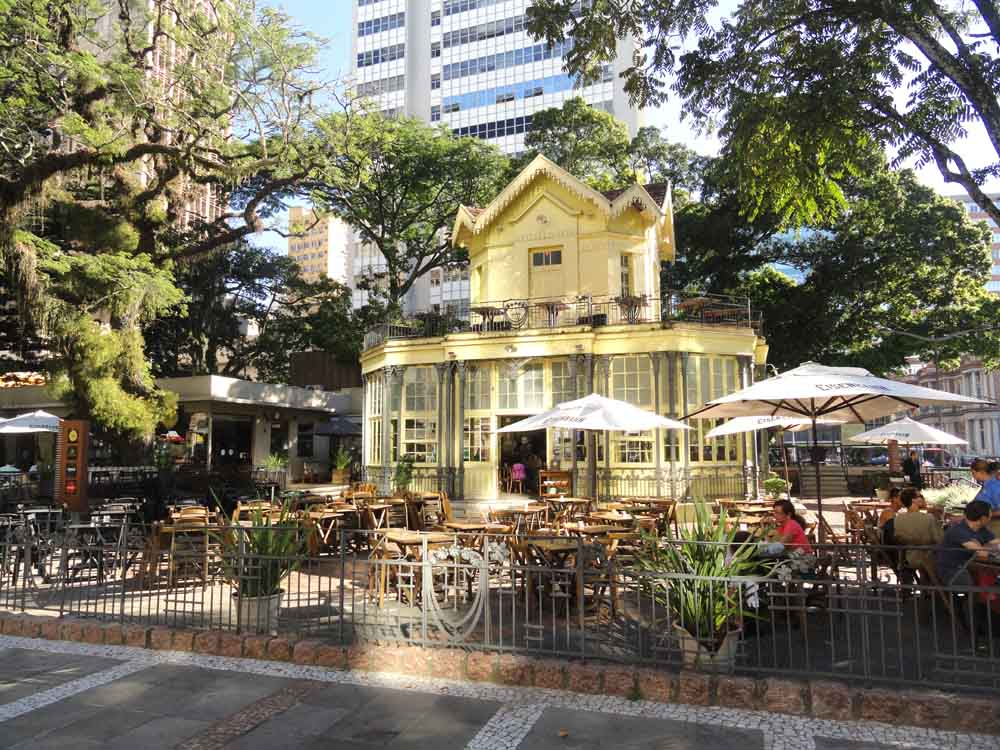
Praça XV, marco inicial da Avenida Otávio Rocha

A Avenida Otávio Rocha é uma via pública da cidade de Porto Alegre, capital do estado brasileiro do Rio Grande do Sul. Inicia na Rua Marechal Floriano, junto à Praça XV de Novembro, e termina na Rua Senhor dos Passos, adjacente à Praça Otávio Rocha.

## Histórico
Até grande parte do século XIX, o local era conhecido como Beco do Rosário. Era um caminho estreito que dava acesso aos terrenos de Antônio Pereira Couto, um deles doado para a construção da Igreja do Rosário. Em 1876, depois de algumas melhorias nessa via pública, o lugar passou a ser chamado oficialmente de Rua 24 de Maio, em homenagem à Batalha de Tuiuti.
A inauguração do cais do porto em 1921 determinou a reorganização no sistema viário e a abertura de novas ruas para facilitar a circulação de mercadorias. A Rua 24 de Maio foi, então, alargada para melhorar o acesso aos bairros Floresta e São João, como previa o arquiteto João Maciel em seu plano de melhoramentos da cidade elaborado em 1914, e resgatado pelo intendente (prefeito) Otávio Rocha.
Em 1932, o intendente Alberto Bins, responsável pelo término da obra, alterou o nome da via para Avenida Otávio Rocha, em homenagem ao intendente que iniciara a obra.